# Корф, Иоганн Альбрехт
Барон Иога́нн А́льбрехт фон Корф (1697—1766) — русский дипломат, президент Петербургской академии наук (1734—1740).
Родом из Курляндии, выдвинулся благодаря своей службе при дворе курляндской герцогини (затем русской императрицы) Анны Иоанновны. С 1740 года был русским посланником в Копенгагене. Его библиотека (до 36 000 томов) была куплена для цесаревича великого князя Павла Петровича, затем она перешла к цесаревичу Константину Павловичу.

## Биография

### Молодые годы
Иоганн Альбрехт Корф родился 30 ноября 1697 года в Курляндском герцогстве на мызе Ренгенгоф в семье, принадлежавшей к небогатому, но древнему дворянскому роду фон Корф. Как и большинство представителей знати, сначала он обучался в родительском доме, но, видя явное нежелание сына постигать науки, отец принял решение отдать его на военную службу. Перед перспективой попасть в суровую обстановку тогдашней прусской армии в молодом человеке неожиданно проснулась энергия и тяга к знаниям. Через два года Корф уже смог поступить в Иенский университет и блестяще окончил в нём курс.
Вскоре после возвращения из университета молодой барон был назначен камер-юнкером ко двору курляндской герцогини Анны Иоанновны, а в 1728 году отправлен в Москву ходатайствовать о прибавке к пенсии, которую герцогиня получала от русского двора. В 1730 году Корф переехал в Москву в звании камер-юнкера русского двора в свите Анны Иоанновны, ставшей русской императрицей. В том же году императрица отправила его в Курляндию хлопотать о занесении фамилии Бирона в число курляндских дворян.
В 1731 году Корф стал действительным камергером. В 1732 году он был вновь отправлен в Курляндию, чтобы подготовить почву к избранию Бирона в герцоги Курляндские. Корф провёл в Курляндии два года и устроил всё наилучшим образом.

### Во главе Академии наук
Бирон недолюбливал Корфа и, видя в нём соперника, старался удалить его от двора. Первым шагом к осуществлению бироновского плана было назначение Корфа «главным Академии командиром», которое последовало в сентябре 1734 года. В рескрипте от 18 сентября 1734 года говорилось, что ему вменяется в обязанность «до указу ведать и управлять Санкт-Перебургскую Академию наук».
В лице Корфа Академия получила руководителем широко образованного, страстного книголюба. Собственные научные интересы нового президента лежали главным образом в области истории прибалтийских провинций, однако и вопросы естествознания были ему не чужды. Барон Корф был известен членам Академии. Даниил Бернулли писал Л. Эйлеру 18 декабря 1734 года: «Академии посчастливилось получить директором человека, который сам владеет науками. Хороший генерал должен быть и хорошим солдатом».
Из-за болезни Корф не сразу вступил в должность. Впервые он посетил собрание Конференции Академии только 11 ноября. Сразу после вступления в должность Корф принялся за наведение должного порядка во вверенном ему учреждении. В январе 1735 года Корф ввёл должность «нотариуса» для ведения протоколов Конференции. Меры, принятые Корфом должны были ослабить власть Канцелярии и стоящего в её главе библиотекаря Шумахера над учёными. Однако благодаря связям и мастерски разыгранным интригам Шумахер ещё долго сохранял в своих руках значительную власть в Академии.
С самого начала службы в Академии Корф прилежно посещал академические заседания, причём он не просто присутствовал, но по-настоящему руководил их работой: сообщал свои распоряжения, распределял поручения, указывал, как вести протоколы (которые с этого времени писались на немецком языке), как содержать в порядке архив, как подписывать статьи, как снимать копии, запрашивал мнения профессоров по разным организационным вопросам, но окончательное решение всегда выносил сам.
На первых же заседаниях, на которых присутствовал Корф, было решено много вопросов, до того застрявших в долгих обсуждениях. В частности, 25 ноября 1734 года им было поручено Бекенштейну, знатоку геральдики, разработать проект академической печати. Уже в середине декабря того же года Бекенштейн представил Конференции несколько проектов рисунка печати. Остановив свой выбор на одном из них, барон Корф подал 4 февраля 1735 года доклад на имя императрицы Анны Иоанновны, к которому был приложен рисунок печати, исполненный красками на пергаменте живописцем Г. Гзелем и его женой. Доклад был утверждён 13 февраля 1735 года. С этого времени Академия наук пользовалась своей печатью вплоть до 1799 года, и позднее с 1908 по 1917 годы.
Заботясь о поднятии престижа Академии и качества её изданий, 22 декабря 1734 года Корф приказал, чтобы все публикуемые Академией сочинения и гравюры подвергались предварительному рассмотрению на академических заседаниях. Президент обратил внимание академиков на недостатки в «Примечаниях», издававшихся при «Санкт-Петербургских ведомостях», и предложил учёным «озаботиться о доставлении статей для помещения там». Кроме того, 7 февраля 1735 года Корф постановил, чтобы «на будущее время все академики непременно получали Санкт-Петербургские ведомости бесплатно».
Быстро войдя в курс академических дел, Корф понял, что для наведения истинного порядка во вверенном ему учреждении недостаёт самого главного — Регламента. Будь таковой у Академии, он чётко определил бы статус учреждения, его штат, бюджет, взаимодействие всех его структур. Проект Петра Великого, взятый за основу при создании Академии наук, был составлен ещё до начала её деятельности, и поэтому не мог учесть реального положения дел. Корф начал работу над созданием нового Регламента в ноябре 1734 года.
Способности И. А. Корфа как организатора науки проявились при учреждении им Российского собрания, Математической конференции и Географического департамента. Это были первые попытки объединения учёных, работающих по одной специальности, создания творческих коллективов, решающих общую проблему. Практически это был первый опыт организации российской науки по отраслям знаний.
С приходом в Академию наук И. А. Корфа вновь оживилась переписка с иностранными учёными. С первых заседаний с его участием стало заметно стремление придать международным связям официальный характер.
В годы президентства Корфа, часто благодаря его личным знакомствам, был значительно расширен книжный обмен, налажены связи с научными журналами европейский стран, сформирован институт иностранных членов, закреплённый Регламентом Академии наук 1747 года. Всё это значительно повысило научный престиж Санкт-Петербургской Академии, так как труды русских учёных становились достоянием европейской науки.
Заботясь об Академии как научном учреждении, президент не упускал из виду и второй стороны её деятельности — учебной. В представлении Сенату 24 января 1735 года Корф напомнил, что по замыслу Петра Великого Академия наук учреждена не только для дальнейшего совершенствования наук, но и для распространения просвещения в России, а поэтому ходатайствовал об основании при Академии семинарии на тридцать воспитанников. В 1736 году по распоряжению Корфа в Германию в Марбург к профессору Х. Вольфу были направлены М. В. Ломоносов, Г. У. Рейзер и Д. И. Виноградов «понеже сие, по-видимому, единственный токмо есть способ к получению искусных горных физиков». По распоряжению Корфа было опубликовано первое сочинение Ломоносова — «Ода на взятие Хотина» (1739), присланное ему из Марбурга.

### На дипломатическом поприще
По свидетельству французского посланника де ла Шетарди, Бирон, всегда искавший случая удалить барона Корфа от двора, воспользовался в качестве повода дуэлью между Корфом и бароном Менгденом из-за фрейлины императрицы и племянницы графа Миниха Вильдеман, отказавшейся выйти замуж за Корфа и отдавшей предпочтение Менгдену. Удаление от двора не сопровождалось какими-либо знаками немилости. 27 марта 1740 года Корф был назначен преемником графа А. П. Бестужева-Рюмина на посту чрезвычайного посланника в Дании и Нижней Саксонии.
За дипломатическую деятельность Корф 31 января 1748 года был пожалован в тайные советники, 9 марта 1762 года — в действительные тайные советники. Его заслуги были отмечены орденами: в 1743 году орденом св. Анны, в 1744 году орденом св. Александра Невского и в 1763 году орденом св. Андрея Первозванного.

### Смерть
Скончался 7 апреля 1766 года, на 70-м году жизни, в Дании. После его смерти по распоряжению его племянника Фиркса в его честь в Копенгагене была выбита серебряная медаль. Умер холостым, не оставив после себя потомков. По рассказам современников, большие долги, которые остались после его смерти, произошли в основном от чрезмерных расходов на женщин и на покупку книг. Даже между родными Корф слыл антирелигиозным человеком, и эти антирелигиозные настроения обусловили негативное отношение к нему императорского двора.